# Helicopsis

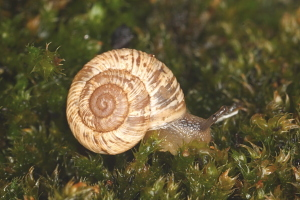
Helicopsis striata de Baja Austria.

Helicopsis es un género de gastrópode  de la familia Hygromiidae.
Este género contiene las siguientes especies:
- Helicopsis aelleni Hausdorf, 1996[1]
- Helicopsis cereoflava (Bielz, 1851)[1]
- Helicopsis conopsis Morelet, 1876[2]
- Helicopsis cypriola (Westerlund, 1889)[1]
- Helicopsis dejecta (Rossmässler, 1838)[1]
- Helicopsis depulsa (Pintér, 1969)[1]
- Helicopsis filimargo (Krynicki, 1833)[1]
- Helicopsis gittenbergeri Hausdorf, 1990[1]
- Helicopsis instabilis (Rossmässler, 1838)[1]
- Helicopsis paulhessei (Lindholm, 1936)[1]
- Helicopsis retowskii (Clessin, 1883)[1]
- Helicopsis striata (O. F. Müller, 1774) - type species[1]
- Helicopsis subcalcarata (Naegele, 1903)[1]
- Helicopsis turcica (Holten, 1802)[1]